# Olinto Rubini
Olinto Sampaio Rubini conocido como Rubini (1934 – 18 de septiembre de 2012) fue un futbolista profesional brasileño naturalizado mexicano, que jugó tanto en el Campeonato Paulista como en la Primera División Mexicano.

## Biografía
Rubini jugó como delantero centro. Comenzó su carrera en el Atlético Ituano, ayudando al equipo a conseguir el título de Campeonato Paulista Série A3 en 1954 y 1955. Rubini firmó por el equipo Paulista de Segunda Divisió en Esporte Clube São Bento en 1957.
En verano de 1961, Rubini jugó con el Toronto Roma de la Canadian National Soccer League. Rubini fue un actor fundamental para que el Toronto Roma consiguiera el título. Se trasladó a Mexico donde jugaría en la Primera División durante una década. Al principio, firmó con el Nacional de Guadalajara, antes de jugar en equipos como Oro de Guadalajara dos temporadas después. Marcó 17 goles con el Oro e la temporada 1963–64. Rubini fichó por el C.F. Monterrey en 1964, donde marcó 20 goles en su primera temporada con el club. Jugó con el Monterrey hasta 1968, cuando fichó por el Laguna.

## Equipos
- –1957  Ituano
- 1957–1961  São Bento
- 1961  Toronto Roma
- 1961–1963  Nacional
- 1963–1964  Oro
- 1964–1968  Monterrey
- 1968–1969  Laguna